# Роберт Гаренчар
Роберт Гаренчар (чеськ. Róbert Harenčár; 10 лютого 1931 — 14 липня 2010) — чеський і словацький дипломат. Надзвичайний і Повноважний Посол Чехії в Києві.

## Біографія
Народився 10 лютого 1931 року. У 1955 році закінчив Московський економічний інститут, політична економія.
З 1955 по 1962 — викладач Вищої економічної школи в Братиславі.
З 1962 по 1963 — викладач Вищої економічної школи у Празі.
З 1966 по 1969 — голова ЦК Спілки молоді Словаччини.
У 1970 — виявив незгоду з окупацією Чехословаччини військами країн-учасниць Варшавського договору, після чого був звільнений із роботи.
З 1970 по 1971 — працював асистентом з питань науково-технічного співробітництва з країнами РЕВ у канцелярії уряду Чехословаччини.
З 1971 по 1989 — працював економістом на підприємствах Чехословаччини.
У 1989 — кооптований у депутати Федеральних зборів Чехословаччини.
З 1990 по 1992 — заступник міністра закордонних справ Чехословацької Федеративної Республіки
З 1992 по 1993 — тимчасово повірений у справах Чехословаччини в Україні.
З 1993 по 1995 — Надзвичайний і Повноважний Посол Словаччини в Києві (Україна).
Він також був членом правління Словацького союзу прав людини та миру та віце-президентом Товариства Олександра Дубчека, серед багатьох інших ролей.
Він брав участь у американській конференції лідерства у Вашингтоні. Посол Гаренчар представляв Словаччину на багатьох міжнародних конференціях і заходах, а також був членом Глобальної ради миру Федерації універсального миру. У жовтні 2009 року він разом із дружиною Галиною взяв участь у Всесвітній церемонії благословення миру в Кореї.